# Municipio de Hitrino
El municipio de Hitrino (búlgaro: Община Хитрино) es un municipio búlgaro perteneciente a la provincia de Shumen.
En 2011 tiene 6223 habitantes, el 77,98% turcos y el 13,93% búlgaros. La capital es Hitrino y la localidad más poblada es Timarevo.
Se ubica en un área rural del noroeste de la provincia. Por su término municipal pasan la carretera 7 que une Shumen con Silistra y la carretera 2 que une Shumen con Ruse.

## Pueblos
| Pueblo          | Cirílico        | Población (diciembre de 2009) |
| --------------- | --------------- | ----------------------------- |
| Hitrino         | Хитрино         | 715                           |
| Baykovo         | Байково         | 148                           |
| Bliznatsi       | Близнаци        | 221                           |
| Cherna          | Черна           | 318                           |
| Dlazhko         | Длъжко          | 161                           |
| Dobri Voynikovo | Добри Войниково | 160                           |
| Edinakovtsi     | Единаковци      | 124                           |
| Iglika          | Иглика          | 205                           |
| Kalino          | Калино          | 180                           |
| Kamenyak        | Каменяк         | 537                           |
| Razvigorovo     | Развигорово     | 251                           |
| Slivak          | Сливак          | 185                           |
| Stanovets       | Становец        | 46                            |
| Studenitsa      | Студеница       | 454                           |
| Tervel          | Тервел          | 285                           |
| Timarevo        | Тимарево        | 791                           |
| Trem            | Трем            | 280                           |
| Visoka Polyana  | Висока поляна   | 211                           |
| Varbak          | Върбак          | 344                           |
| Zhivkovo        | Живково         | 567                           |
| Zvegor          | Звегор          | 240                           |
| Total           |                 | 6423                          |